# Шутенко Леонід Миколайович
Шутенко Леонід Миколайович (12 травня 1937 р. – 4 листопада 2022 р. в місті Харкові) — фахівець в області будівництва, міського господарства, реконструкції будівель, громадський діяч, винахідник СРСР (1985 р.), заслужений працівник народної освіти України (1989 р.), професор (1990 р.), академік Академії інженерних наук України (1991 р.), академік Академії будівництва України (1993 р.), Відмінник освіти України (1997 р.), Голова ради ректорів (1994—2008 рр.), доктор технічних наук (2003 р.), Почесний громадянин м. Харкова (2007 р.), Почесний ректор Харківської національної академії міського господарства (2011 р.).

## Біографія
Народився Леонід Миколайович 12 травня 1937 р. в м. Харкові.
- У 1952 р. — закінчив школу-семирічку № 110 м. Харкова;
- 1952 — 1956 рр. — навчався у Харківському будівельному технікумі;
- 1956 — 1961 рр. — студент Харківського інституту інженерів комунального будівництва (нині — Харківський національний університет міського господарства імені О. М. Бекетова), який закінчив з відзнакою та залишився в ньому працювати;
- 1961 — 1963 рр. — інженер кафедри будівельних конструкцій;
- 1963 р. — завідував лабораторією кафедри будівельних конструкцій;
- 1963 — 1966 рр. — навчався в аспірантурі Харківського інженерно-будівельного інституту;
- 1966 р. — асистент, пізніше — старший викладач кафедри будівельних конструкцій;
- 1971 — 1976 рр. — доцент кафедри будівельних конструкцій;
- 1971 р. — очолював зональний штаб студентського будівельного загону чисельністю понад 600 чоловік
- захистив кандидатську дисертацію і отримав вчений ступінь кандидата технічних наук;
- 1974 р. — присвоєно вчене звання доцента;
- 1976 р. — призначений на посаду ректора Харківського інституту інженерів комунального господарства;
- 1976 — 1994 рр. — обіймав посаду заступника голови Ради ректорів Харківського вузівського центру;

- 1975—1990 р. — депутат Харківської міської ради;

- 1982 — 1989 рр. — член президії Республіканського комітету профспілки працівників освіти і науки;

- із 1986 р. — член виконкому Харківської міської ради;

- 1987 р. — Л. М. Шутенку присвоєно звання «Заслужений працівник народної освіти УРСР»;

- 1990 р. — отримав вчене звання професора;

- 1990 — 1994 рр. — обрано депутатом Харківської обласної ради народних депутатів;

- 1991 р. — обраний академіком Академії інженерних наук України;

- 1993 р. — академік Академії будівництва України;

- 1994 — 2008 рр. — очолює Раду ректорів Харківського вузівського центру[1];

- 2002 р. — захист докторської дисертації;

- 2003 р. – присуджено науковий ступінь доктора технічних наук;

- 2007 р. — присуджено звання «Почесний громадянин м. Харкова»[2];

- 2011 р. — призначено на посаду професора кафедри економіки будівництва;

- 19 жовтня 2011 р. на зборах трудового колективу ХНАМГ обрано «Почесним ректором»[3];

- 2012—2014 р. — зав. кафедри механіки ґрунтів, фундаментів та інженерної геології;

Із 2014 р. – радник ректора;
Із 2015 р. виконував обовʼязки заступника голови Ради зі спадщини у «Фонду історичної, освітньої, наукової, інтелектуальної та культурної спадщини» університету.
Помер Леонід Миколайович у Харкові 4 листопада 2022 року на 86 році життя.

## Наукова та педагогічна діяльність
Наукова діяльність Леоніда Миколайовича пов'язана з міським господарством. Вона здійснювалась у двох напрямках: «Ефективні конструкторські рішення фундаментів та підвалин» та «Формування і оптимізація життєвого циклу міського житлового фонду». Результати його наукових досліджень були використані при будівництві промислових об'єктів і стали підґрунтям у кандидатській дисертації «Дослідження занурення та несучої здатності паль, за допомогою лідера» та докторській дисертації «Технологічні основи формування та оптимізації життєвого циклу міського житлового фонду».
В організації навчального процесу академії застосовував нові форми: регіональна підготовка спеціалістів, модульно-рейтингові системи навчання, обґрунтування і впровадження навчально-методичних розробок щодо багатоступеневої системи освіти. Під його керівництвом видано низку фундаментальних праць і захищено кандидатські та докторські дисертації. Очолював спеціальну вчену раду Харківської національної академії міського господарства (зараз Харківський національний університет міського господарства імені О. М. Бекетова) із захисту докторських і кандидатських дисертацій за економічними спеціальностями, а також був членом спеціалізованої вченої ради Харківського національного технічного університету будівництва і архітектури.

## Громадська діяльність
Л. М. Шутенко науково-педагогічну діяльність поєднував з громадською роботою:
- член президії республіканського комітету профспілки працівників освіти і науки України (1982—1983 рр.);

- голова постійної комісії з питань житлово-комунального господарства Харківської міської ради;

- заступник голови комісії з питань будівництва і архітектури Харківської облради народних депутатів (1990—1995 рр.);

- депутат Київської районної ради (1974—1978 рр.);

- депутат Харківської міської ради (1978—1990 рр.);

- депутат Харківської обласної ради (1990—1995 рр.);

- член бюро науково-координаційної ради Північно-Східного центру НАН України;

- член виконкому Харківської міської ради (з 1986 р.), бере участь у діяльності громадських організацій міста, області й України[7].

## Нагороди

### Ордени
- Орден «За заслуги» I ступеня (2007)[8],
- Орден «За заслуги» II ступеня (2004)[9][10],
- Орден «За заслуги» III ступеня (1997)[11],
- Орден «Знак Пошани»[12],
- Орден Дружби народів,
- Орден «За розвиток науки та освіти» (1997),
- Орден «Петр Великий І степени» РФ, (2010).[13]

### Медалі
- «За доблесну працю. В ознаменування 100-річчя з дня народження В. І. Леніна» (1970),
- «Ветеран праці» (1987),
- «Медаль ВДНГ СРСР» (1991),
- Медаль «50-річчя Перемоги радянського народу у ВВВ 1941—1945 р.р.» (1995)[7],
- «Маршал Радянського Союзу Жуков» (1998)[7],
- Медаль «120 років І. В. Сталіну» (1999),
- Медаль «55 років Перемоги радянського народу у ВВВ 1941—1945 рр.» (2000)[7],
- Медаль «60 років Перемоги радянського народу у ВВВ 1941—1945 рр.» (2005),
- Медаль «За заслуги» ІІІ-го ступеня (2005),
- Пам'ятна медаль «Лідери XXI сторіччя» (2000),
- Пам'ятна медаль «60 років визволення м. Харкова від німецько-фашистських загарбників» (2003)[7],
- Медаль «65 років Перемоги радянського народу у ВВВ 1941—1945 рр.» (2010),
- Медаль им. Л. Н. Толстого «За воспитание, обучение, просвещение», РФ, (2010),
- «Медаль ім. В. Н. Каразіна» (2012),
- «Золота медаль ім. А. М. Підгорного» (2013).

### Нагрудні знаки
- «Высшая школа СССР. За отличные успехи в работе» (1980),
- «Изобретатель СССР» (1985),
- «Відмінник освіти України» (1997),
- «За мужність та любов до Вітчизни 1941—1945 р.р.» (1998),
- «Лідери ХХІ століття» (2000),
- «Х років ВНЗ МВС України» (2001),
- «Лідер України» (2002),
- «Петро Могила» (2006).

### Почесні звання та відзнаки
- Заслужений працівник народної освіти України (1989)[14], Лауреат ВДНГ СРСР (1991),
- Почесна відзнака «Дійсний член Академії будівництва України» (1993),
- Почесний член асоціації готельних обʼєднань України (1996),
- Лауреат премії галузевої профспілки (1997),
- Почесний працівник туризму України (2002),
- Почесна відзнака голови Харківської державної адміністрації «Слобожанська слава» (2003),
- Відзнака Харківського міського голови «За старанність» (2002),
- Почесний працівник житлово-комунального господарства України (2005),
- Почесна відзнака Української федерації вчених (2006),
- Почесний громадянин м. Харкова (2007)[2]
- Почесна відзнака «За розвиток соціального партнерства» (2008),
- Почесна відзнака Федерації профспілок України (2010),
- Почесний ректор Харківської національної академії міського господарства (2011)[3],
- Стипендіат Президента України (2014)[15].

## Публікації
Леонід Миколайович Шутенко — автор і співавтор близько 500 опублікованих робіт.
Серед них:
- 2 підручника;
- 23 навчальних посібника;
- 13 монографій;
- близько 380 наукових статей та тез доповідей. Деякі з них опубліковано у зарубіжних виданнях;
- більше 30 навчально-методичних видань;
- 26 авторських свідоцтв;
- 42 патенти.

Список опублікованих робіт та винаходів професора Л. М. Шутенка див. у розділі «Посилання».